# Доње Барбарево
Доње Барбарево (мкд. Долно Барбарево) је насеље у Северној Македонији, у источном делу државе. Доње Барбарево је у саставу општине Пробиштип.

## Географија
Доње Барбарево је смештено у источном делу Северне Македоније. Од најближег града, Пробиштипа, насеље је удаљено 18 km западно.
Насеље Доње Барбарево се налази у историјској области Злетово, на западном ободу Злетовске котлине. Западно од насеља издиже се планина Манговица. Надморска висина насеља је приближно 610 метара.
Месна клима је умерено континентална.

## Становништво
Доње Барбарево је према последњем попису из 2002. године имало 11 становника.
Претежно становништво у насељу су етнички Македонци (100%).
Већинска вероисповест месног становништва је православље.